# Varekil
Varekil – miejscowość (tätort) w Szwecji, w regionie administracyjnym (län) Västra Götaland, w gminie Orust.
Według danych Szwedzkiego Urzędu Statystycznego liczba ludności wyniosła: 912 (31 grudnia 2015), 928 (31 grudnia 2018) i 931 (31 grudnia 2019).